# Blake Coleman
Blake Coleman, född 28 november 1991, är en amerikansk professionell ishockeyforward som spelar för Calgary Flames i NHL.
Han har tidigare spelat på NHL-nivå för Tampa Bay Lightning och New Jersey Devils.
Coleman vann Stanley Cup med Lightning 2020 och 2021.
Han spenderade säsongen 2017-2018 i lagets tredje- och fjärdekedjor, där han använde sin fart och sitt fysiska spel för att hjälpa klubben nå slutspel för första gången sedan 2012. Han spelade också en stor roll för lagets spel i boxplay där han var en av 14 spelare i ligan som gjorde 3 eller fler mål i numerärt underläge.
Coleman spelade tidigare för New Jerseys primära samarbetspartner Albany Devils (numera Binghamton Devils) i American Hockey League (AHL). Han har tidigare spelat på lägre nivåer för Miami Redhawks (Miami University) i National Collegiate Athletic Association (NCAA) och Tri-City Storm och Indiana Ice i United States Hockey League (USHL).
Coleman draftades i tredje rundan i 2011 års draft av New Jersey Devils som 75:e spelare totalt.

## Statistik
| Källa: Utv = Utvisningsminuter Uppdaterad: 2017-03-03 | Källa: Utv = Utvisningsminuter Uppdaterad: 2017-03-03                                                 | Källa: Utv = Utvisningsminuter Uppdaterad: 2017-03-03                                                 | | Grundserie                                                                                            | Grundserie                                                                                            | Grundserie                                                                                            | Grundserie                                                                                            | Grundserie                                                                                            | | Slutspel                                                                                              | Slutspel                                                                                              | Slutspel                                                                                              | Slutspel                                                                                              | Slutspel                                                                                              |
| Säsong                                                | Lag                                                                                                   | Liga                                                                                                  | Matcher                                                                                               | Mål                                                                                                   | Assists                                                                                               | Poäng                                                                                                 | Utv                                                                                                   | Matcher                                                                                               | Mål                                                                                                   | Assists                                                                                               | Poäng                                                                                                 | Utv                                                                                                   | | |
| ----------------------------------------------------- | --- | --- | --- | --- | --- | --- | --- | --- | --- | --- | --- | --- | --- | --- |
| 2006–2007                                             | Belle Tire                                                                                            | T1EHL                                                                                                 | 29 | 12 | 16 | 28 | 30 | — | — | — | — | — | | |
| 2007–2008                                             | Det finns ingen tillgänglig information rörande vart han spelade och hur det gick prestationsmässigt. | Det finns ingen tillgänglig information rörande vart han spelade och hur det gick prestationsmässigt. | Det finns ingen tillgänglig information rörande vart han spelade och hur det gick prestationsmässigt. | Det finns ingen tillgänglig information rörande vart han spelade och hur det gick prestationsmässigt. | Det finns ingen tillgänglig information rörande vart han spelade och hur det gick prestationsmässigt. | Det finns ingen tillgänglig information rörande vart han spelade och hur det gick prestationsmässigt. | Det finns ingen tillgänglig information rörande vart han spelade och hur det gick prestationsmässigt. | Det finns ingen tillgänglig information rörande vart han spelade och hur det gick prestationsmässigt. | Det finns ingen tillgänglig information rörande vart han spelade och hur det gick prestationsmässigt. | Det finns ingen tillgänglig information rörande vart han spelade och hur det gick prestationsmässigt. | Det finns ingen tillgänglig information rörande vart han spelade och hur det gick prestationsmässigt. | Det finns ingen tillgänglig information rörande vart han spelade och hur det gick prestationsmässigt. | Det finns ingen tillgänglig information rörande vart han spelade och hur det gick prestationsmässigt. | Det finns ingen tillgänglig information rörande vart han spelade och hur det gick prestationsmässigt. |
| 2008–2009                                             | Dallas Stars U18                                                                                      | T1EHL                                                                                                 | 46 | 21 | 24 | 45 | 120                                                                                                   | — | — | — | — | — | | |
| 2009–2010                                             | Tri-City Storm                                                                                        | USHL                                                                                                  | 22 | 2 | 10 | 12 | 32 | — | — | — | — | — | | |
|                                                       | Indiana Ice                                                                                           | USHL                                                                                                  | 36 | 8 | 8 | 16 | 24 | 9 | 0 | 2 | 2 | 13 | | |
| 2010–2011                                             | Indiana Ice                                                                                           | USHL                                                                                                  | 59 | 34 | 58 | 92 | 72 | 5 | 2 | 2 | 4 | 10 | | |
| 2011–2012                                             | Miami Redhawks                                                                                        | NCAA                                                                                                  | 39 | 12 | 11 | 23 | 56 | — | — | — | — | — | | |
| 2012–2013                                             | Miami Redhawks                                                                                        | NCAA                                                                                                  | 40 | 9 | 10 | 19 | 56 | — | — | — | — | — | | |
| 2013–2014                                             | Miami Redhawks                                                                                        | NCAA                                                                                                  | 27 | 19 | 9 | 28 | 65 | — | — | — | — | — | | |
| 2014–2015                                             | Miami Redhawks                                                                                        | NCAA                                                                                                  | 37 | 20 | 17 | 37 | 99 | — | — | — | — | — | | |
| 2015–2016                                             | Albany Devils                                                                                         | AHL                                                                                                   | 14 | 4 | 3 | 7 | 19 | — | — | — | — | — | | |
| 2016–2017                                             | New Jersey Devils                                                                                     | NHL                                                                                                   | 23 | 1 | 1 | 2 | 4 | — | — | — | — | — | | |
|                                                       | Albany Devils                                                                                         | AHL                                                                                                   | 49 | 18 | 16 | 34 | 46 | — | — | — | — | — | | |
| 2017-2018                                             | New Jersey Devils                                                                                     | NHL                                                                                                   | 79 | 13 | 12 | 25 | 50 | 5 | 2 | 0 | 2 | 4 | | |
| 2018-2019                                             | New Jersey Devils                                                                                     | NHL                                                                                                   | 1 | 0 | 0 | 0 | 0 | | | | | | | |
| NHL totalt                                            | NHL totalt                                                                                            | NHL totalt                                                                                            | 103                                                                                                   | 14 | 13 | 27 | 77 | 5 | 2 | 0 | 2 | 4 | | |
| AHL totalt                                            | AHL totalt                                                                                            | AHL totalt                                                                                            | 63 | 22 | 19 | 41 | 65 | — | — | — | — | — | | |
| NCAA totalt                                           | NCAA totalt                                                                                           | NCAA totalt                                                                                           | 143                                                                                                   | 60 | 47 | 107                                                                                                   | 276                                                                                                   | — | — | — | — | — | | |
| USHL totalt                                           | USHL totalt                                                                                           | USHL totalt                                                                                           | 117                                                                                                   | 44 | 76 | 120                                                                                                   | 128                                                                                                   | 14 | 2 | 4 | 6 | 23 | | |